# Disc-EDV-Report
Disc-EDV-Report (D.E.R.) war von 1988 bis 1994 eine Softwarezeitschrift mit 5,25"-Diskette für IBM-PCs und kompatible aus dem Verlag Erwin Simon, Ulm (heute bekannt als S.A.D. GmbH).
Die Erscheinungsweise war zunächst monatlich, ab 1993 dann alle zwei Monate.
Neben Anleitungen zu der Shareware- und Public-Domain-Software, die sich auf der beigelegten Diskette befand, wurde in der Zeitschrift unter anderem neue Software (sowohl kommerzielle, als auch Shareware) vorgestellt und getestet, Computerbücher vorgestellt, Spieletipps und Programmierkurse sowie Leserbriefe abgedruckt.
Auf der Diskette befand sich zunächst ausschließlich Software für DOS, in Ausgabe 1/2 1993 dann erstmals ein Programm für Windows (ein Kartenspiel).
Damals beliebte Software auf der Heftdiskette war beispielsweise McAfee VirusScan, diverse Kommandozeilentools, das Spiel Hülsi vom Autor und Redaktionsmitglied Roland G. Hülsmann (später bekannt durch XProfan) oder Spiele von Apogee Software wie Commander Keen. Der Preis der Zeitschrift betrug 14,80 DM.
Der Verlag Simon hatte nach eigenen Angaben 1987 als erster eine Diskettenzeitschrift, also eine komplette Zeitschrift auf Diskette, veröffentlicht. Diese war der Vorgänger von Disc-EDV-Report.